# Carney Lansford
Carney Ray Lansford (San José, California, 7 de febrero de 1957), más conocido como Carney Lansford, es un exjugador profesional estadounidense de béisbol que se desempeñó en la posición de tercera base en las Grandes Ligas de Béisbol (MLB). Logró obtener un Bate de Plata.

## Carrera
Lansford jugó como profesional tres temporadas en California Angels (1978-1980), después pasó a Boston Red Sox (1981-1982), luego a Oakland Athletics, donde jugó diez temporadas (1983-1992), y fue el equipo en el que se retiró.

## Premios
Fue galardonado con el Bate de Plata en una oportunidad (1981).